# 伊利亚娜·吕佩尔
伊利亚娜·吕佩尔（法語：Iliana Rupert，2001年7月12日—），法国女子篮球运动员，司职中锋。她曾代表法国国家队参加2020年夏季奥林匹克运动会女子篮球比赛，获得一枚铜牌。